# Regret to Inform
Regret to Inform é um filme-documentário estadunidense de 1998 dirigido e escrito por Barbara Sonneborn. Gravado por dez anos, foi indicado ao Oscar de melhor documentário de longa-metragem na edição de 1999.